# Manoir de Beaumont (Bourneville)
Le manoir de Beaumont est un manoir du XIVe siècle situé à Bourneville dans le département de l'Eure en Normandie. 
L'édifice fait l'objet d'une inscription au titre des Monuments historiques depuis le 21 août 1996.

## Localisation
Le manoir de Beaumont se situe sur le territoire de l'ancienne commune de Bourneville, devenue le 1er janvier 2016 une commune déléguée au sein de la commune nouvelle de Bourneville-Sainte-Croix. Il se dresse dans le Nord-Ouest du département de l'Eure, au sein de la région naturelle du Roumois. Il s'élève à proximité de l'échangeur autoroutier entre l'A131 et l'A13, à plusieurs centaines de mètres à l'ouest du bourg de Bourneville.

## Historique
Certaines fondations pourraient dater du XIVe siècle.
Vers 1570, Pierre le Normand fait construire un manoir fortifié avec ses dépendances (dont un pressoir),.
Au XVIIIe siècle, le manoir devient la propriété de Jacques-Étienne de La Rue. Celui-ci le restaure et le
modifie pour l'exploitation agricole. Le logis résidentiel devient le siège du manoir-ferme et de nouvelles dépendances à pans de bois, notamment des granges, sont construites,.
Le manoir et l'ensemble des dépendances sont épargnés par la
Révolution.

## Architecture
L'ensemble des bâtiments (manoir, logis et grange) s'organise autour d'une cour rectangulaire. 
Les façades extérieures ainsi que le colombier circulaire sont construits en briques que vienne entrecouper des chaînes de pierres de taille. Côté cour, les façades se composent d'un soubassement en maçonnerie surmonté de pans de bois.
Il est à noter également la présence de canonnières qui renforcent l'aspect défensif.

## Protection
Le manoir de Beaumont fait l'objet d'une inscription au titre des monuments historiques par arrêté du 21 août 1996. Entre dans le périmètre de cette inscription l'ensemble des bâtiments, y compris l'assise foncière des parcelles 20, 21 et de l'angle nord-est de la parcelle 184 délimité par le prolongement des limites sud et est de la parcelle 20 jusqu'à la route dite Bretelle de Tancarville (cad. ZA 20, 21, 184).